# سانت سادورنی د آنیا
سانت سادورنی د آنیا (به اسپانیایی: Sant Sadurní d'Anoia) یک شهرستان در اسپانیا است که در استان بارسلون واقع شده‌است.

## خصوصیات
سانت سادورنی د آنیا ۱۸٫۹۷ کیلومترمربع مساحت و ۱۲٬۲۳۷ نفر جمعیت دارد و ۱۶۲ متر بالاتر از سطح دریا واقع شده‌است.